# 普爾加 (加利福尼亞州)
普爾加（英語：Pulga）是位於美國加利福尼亞州比尤特縣的一個非建制地區。該地的面積和人口皆未知。

## 地理
普爾加的座標為39°48′11″N 121°26′55″W / 39.80306°N 121.44861°W，而該地的平均海拔高度為426米（即1398英尺）。